# František Šerý
František Šerý (19. září 1854 Valašské Klobouky – 23. března 1932 Valašské Klobouky) byl rakouský podnikatel a politik české národnosti z Moravy; poslanec Moravského zemského sněmu a starosta Valašských Klobouk.

## Biografie
Narodil se roku 1854 soukeníkovi Františkovi Šerému a Kateřině Šeré. Vychodil národní školu v rodném městě, kterou dokončil v červenci 1866. Matka zamýšlela poslat syna na studia bohoslovectví, ale otec prosadil, že František se bude věnovat rodinnému hospodářství. V říjnu 1880 se jeho první manželkou stala Rosalie Blažíková, se kterou měl několik dětí, z nichž jen jeden syn a jedna dcera se dožili dospělosti. Manželka zemřela roku 1890. V roce 1893 měl druhý sňatek. Jeho chotí se stala Josefa Baránková, se kterou měl několik dalších potomků a která zemřela až roku 1960. Vzhledem k tomu, že se nemohl dále věnovat studiu, se vzdělával sám, naučil se například takto samostudiem německy. Profesně působil jako soukeník, později od roku 1884 se soustřeďoval na výrobu papučí. V roce 1888 koupil od souseda Bratmana nepoužívaný dílenský objekt včetně strojů a spustil strojovou výrobu. Továrnu zničil ovšem roku 1896 velký požár města. Po požáru došlo mezi Šerým a místními obyvateli ke sporům okolo nové výstavby. Šerý se dokonce chtěl odstěhovat do Kroměříže, nakonec ale na naléhání otce zůstal v rodném městě a obnovil dům i továrnu.
Byl veřejně a politicky aktivní. Byl členem spolku Beseda Dobrovský (od roku 1908 jeho předsedou) a podílel se na chodu Občanské záložny. V druhé polovině 70. let založil vzdělávací spolek Omladina. V 80. letech byl pokladníkem Občanské záložny a usedl tehdy i do výboru městské spořitelny. V 90. letech se stal členem obecního výboru. V roce 1898 se zasloužil o přeměnu místní německé měšťanské školy na školu s českým vyučovacím jazykem a docílil i zemské subvence ve výši 5 000 zlatých na výstavbu parní valchy, kvůli jejímuž vzniku bylo ustaveno družstvo místních soukeníků a papučářů. Těmito kroky si získal důvěru obyvatelstva a po komunálních volbách koncem roku 1898 se stal starostou města a zároveň ředitelem městské spořitelny. V roce 1900 byl mezi zakládajícími členy místního Sokola (od roku 1904 byl starostou zdejší sokolské jednoty). Od prosince 1899 zastával funkci předsedy místní školní rady. Starostenský úřad zastával až do roku 1919.
Počátkem 20. století se zapojil i do vysoké politiky. V doplňovacích zemských volbách 24. března 1908 (poté co zemřel poslanec Karel Bubela) byl zvolen na Moravský zemský sněm, kde zastupoval kurii venkovských obcí, český obvod Valašské Meziříčí, Vsetín, Valašské Klobouky. Mandát zde obhájil v řádných zemských volbách v roce 1913 . V roce 1908 je popisován jako pokrokový kandidát, tedy Moravské strany pokrokové. Ta se roku 1909 sloučila s Lidovou stranou na Moravě do Lidové strany pokrokové na Moravě (moravská sesterská strana Národní strany svobodomyslné - mladočechů). V roce 1913 se uvádí jako nezávislý kandidát. Tehdy byly okolnosti jeho kandidatury a zvolení komplikované. Šerý tehdy původně ohlásil, že se nebude ucházet o mandát a podpoří společného kandidáta strany živnostenské a lidově pokrokové Rudolfa Mlčocha. Později ale názor změnil a o kandidaturu projevil zájem. Krátce před volbami opět změnil stanovisko a vydal v tomto duchu prohlášení k voličům s tím, že pro něj nemají hlasovat. Nicméně ve volbách roku 1913 byl skutečně zvolen na zemský sněm, když Mlčoch sice získal nejvíce hlasů v první kole, ale v užší volbě ho Šerý porazil poměrem 739 : 617 hlasů. Lidové noviny to později v nekrologu označují za spontánní projev důvěry voličstva a výraz odporu voličů proti Mlčochově kandidatuře.
Na sněmu se roku 1908 stal členem živnostenského odboru a jeho členem byl i v dalších letech. Od roku 1910 do roku 1912 byl rovněž zapisovatelem sněmovního živnostenského odboru. Zasedal i v nouzovém odboru a roku 1913 se uvádí i jako člen nouzového a verifikačního odboru. Coby zemský poslanec se soustřeďoval na otázky podpory podnikání, rozvoje silniční a železniční sítě a také na národnostní poměry.
Na sklonku života sepsal obsáhlé paměti, které byly v období let 1931–1938 publikovány ve sborníku Naše Valašsko a které barvitě popisují společenské, národnostní a politické poměry ve Valašských Kloboukách v 19. století. Zemřel zde v březnu 1932 a byl pohřben na městském hřbitově.